# Pascweten
Pascweten o Pasquitan (nascut vers 800 - mort el 877), fou comte de Vannes, Nantes i pretendent al tron de Bretanya al segle ix.

## Biografia
Fill d'un cert Ridoredh segons une genealogia tardana establerta a Saint-Aubin d'Angers al segle xi, Pascweten fou un dels pretendents que es van disputar el tron de Bretanya a la mort de Salomó I de Bretanya del que era el gendre pel seu matrimoni amb la princesa Prostlon. Comte de Vannes el 865, fou després comte Nantes vers 870.
El 874, va conspirar amb el comte de Rennes, Gurwant, per assassinar al rei. L'aliança però no va durar més que el temps de fer callar les reivindicacions d'altres pretedents, especialment el comte de Goëlo i el vescomte de Léon. El 875 va atacar Rennes, la residència principale de Gurwant però va fracassar tot i que sembla que gaudia d'una important superioritat numèrica.
Va fer una nova temptativa el 876, esperant aprofitar la malaltia de Gurwant, però fou un altre fracàs. Va morir a finals del 876 o, més probablement, a l'inici del 877, enverinat o assassinat pels seus aliats normands. El seu germà Alan I va heretar els comtats de Vannes i de Nantes i més tard va esdevenir rei després de la batalla de Questembert.